# Herrengosserstedt
Herrengosserstedt is een plaats en voormalige gemeente in de Duitse deelstaat Saksen-Anhalt, en maakt deel uit van de Landkreis Burgenlandkreis.
Herrengosserstedt telt 591 inwoners.